# Iwanaga-hime
Iwanaga-hime ("långt-liv-prinsessan") var i japansk mytologi dotter till guden Ōyamatsumi. Syster till Konohanasakuyahime. 
När Ninigi valde Iha-Nagas syster istället för henne, förbannade Iha-Naga honom. Hon beskrevs som fantastiskt stark.